# Garibaldo (re)
Garibaldo (o Gariboldo; 665 circa) è stato re dei Longobardi e re d'Italia nel 671.

## Biografia
Figlio di Grimoaldo e della sorella di Godeperto e Pertarito, Teodota, ereditò il trono alla morte del padre nel 671, quando era ancora bambino. Il suo regno durò poche settimane: saputo della morte di Grimoaldo, Pertarito, deposto dallo stesso Grimoaldo nel 662, rientrò dal suo esilio nel Regno franco e subentrò al nipote. La deposizione fu sancita dall'assemblea del popolo longobardo.
La deposizione di Garibaldo fu favorita, oltre che dalla giovane età del sovrano («puerulo», lo definisce Paolo Diacono), anche dalle scelte dei duchi longobardi, che in questo modo si opposero al principio dinastico e riaffermarono quello elettivo nell'ascesa al trono longobardo (sebbene lo stesso Pertarito fosse a sua volta il figlio di re Ariperto I). Della vita di Garibaldo dopo la detronizzazione non si sa più nulla, tanto che nel XX secolo trovarono spazio fantasiose leggende su una sua fuga in Liguria; è probabile che sia stato ridotto a vita privata.

### Fonti primarie
- (LA)  Paolo Diacono, Historia Langobardorum, in  Georg Waitz (a cura di), Monumenta Germaniae Historica, Hannover, 1878,  Scriptores rerum Langobardicarum et Italicarum saec. VI–IX, 12–219. Trad. it:  Paolo Diacono, Storia dei Longobardi, a cura di Lidia Capo, Milano, Lorenzo Valla/Mondadori, 1992, ISBN 88-04-33010-4. Testo disponibile su Wikisource.

### Letteratura storiografica
- Lidia Capo, Commento, in Paolo Diacono, Storia dei Longobardi, Milano, Lorenzo Valla/Mondadori, 1992, ISBN 88-04-33010-4.
- Jörg Jarnut, Storia dei Longobardi, traduzione di Paola Guglielmotti, Torino, Einaudi, 1995  [1982], ISBN 88-06-13658-5.
- Jörg Jarnut, GARIBALDO, re dei Longobardi, in Dizionario biografico degli italiani, vol. 52, Roma, Istituto dell'Enciclopedia Italiana, 1999.
- Sergio Rovagnati, I Longobardi, Milano, Xenia, 2003, ISBN 88-7273-484-3.